# Académie militaire de Serbie

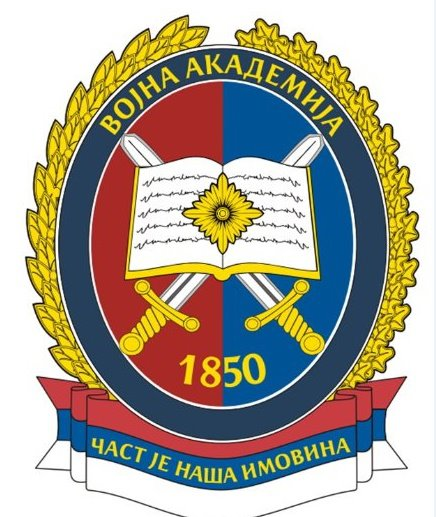
Emblème de l'académie

L'Académie militaire de Serbie ou Académie militaire de Belgrade a été fondé officiellement en décembre 1830, mais c'est le 18 mars 1850 qu'elle commencera de façon définitive ses opérations sous le nom de l'École d'Artillerie avec l'aval du prince Alexandre Karađorđević.

## Les études académiques de bases
Les contenus des programmes d’études sont constitués de sorte qu’ils assurent aux futurs officiers un niveau de connaissance et de maîtrise nécessaires pour le commandement des unités d’armes ou d’autres services ainsi que pour l’exploitation et le maintien des outils de technique militaire dans le cadre des missions de l’Armée serbe. Le programme des études académiques de base contient des matières obligatoires et facultatives. 
Les programmes d’études, d’après leur structure, ont le caractère des études interdisciplinaires contenant les domaines des sciences humaines, techniques et technologiques. Le programme Management dans la Défense est orienté vers les sciences humaines, alors que les autres sont orientés vers les sciences techniques et technologiques. Les matières obligatoires représentent en fait tous les domaines nécessaires pour qu’un officier de carrière  moderne puisse développer la compréhension des notions de base théoriques et des systèmes des connaissances. Les deux premières années d’études sont identiques pour tous les cadets, ensuite ils choisissent un des sept modules offerts. Le total des ECTS que l’étudiant doit acquérir pour achever ce niveau d’études est 240. Avec le diplôme, un Supplément au diplôme est délivré au cadet qui désigne des compétences de l’officier de carrière dans une arme et un service spécifiques de  l’Armée serbe, ainsi que des compétences du manager dans le système de la Défense. 
Les études académiques de bases sont réalisées à travers six programmes : 
1. Management dans la Défense
2. Ingénierie mécanique militaire
3. Ingénierie électronique militaire
4. Ingénierie chimique militaire
5. Aviation militaire
6. Logistique de la Défense